# Paintin' the Town Brown: Ween Live 1990–1998
Paintin' the Town Brown: Ween Live 1990–1998 är det amerikanska rockbandet Weens första livealbum, släppt den 22 juni 1999.
AllMusic kritikern Jason Ankeny gav albumet 3.5 av 5 i betyg. Josephes Jason från Pitchfork gav albumet 7.8 av 10 i betyg.

## Låtlista
Alla låtar skrevs av Dean Ween och Gene Ween.
CD ett
1. "Mushroom Festival in Hell" - 2:48
2. "Japanese Cowboy" - 4:21
3. "Mountain Dew" - 5:20
4. "Bumblebee" - 1:23
5. "Voodoo Lady" - 6:28
6. "Ode to Rene" - 2:24
7. "Mister Richard Smoker" - 3:08
8. "Doctor Rock" - 3:10
9. "I Can't Put My Finger on It" - 8:48
10. "Cover It with Gas and Set It on Fire" - 1:20
11. "Awesome Sound" - 7:54
12. "Tender Situation" - 4:33
13. "Mister, Would You Please Help My Pony?" - 3:56
14. "I Saw Gener Cryin' in His Sleep" - 2:15
15. "Marble Tulip Juicy Tree" - 5:36
16. "She Fucks Me" - 3:53

CD två
1. "Poop Ship Destroyer" - 26:07
2. "Vallejo" - 30:48
3. "Puffy Cloud" - 3:04

## Musiker
Ween
- Dean Ween - gitarr, sång
- Gene Ween - gitarr, sång
- Dave Dreiwitz - bas
- Andrew Weiss - bas

Andra musiker
- Danny Parks - gitarr
- Matt Kohut - bas
- Stuart Basore - pedal steel
- Hank Singer - fiol
- Bobby Ogdin - slagverk, piano, keyboard